# Mørke sjeler
Mørke Sjeler (noruec: Ànimes fosques) estrenada internacionalment com a Dark souls, és una pel·lícula de terror noruega, escrita, dirigida i coeditada per César Ducasse i Mathieu Péteul. Es va estrenar a Noruega el 14 de gener de 2011.

## Argument
Mentre trotava pel bosc, Johanna Ravn, una adolescent encantadora i dinàmica, és atacada i assassinada per allò que sembla, a primera vista, una "assassí taladrador".
Tanmateix, es desperta a la morgue i torna a casa, com si res hagués passat. El pare, Morten Ravn, rep una trucada telefònica de la policia que l'informa de la mort de la seva filla. Ell creu que és una mala broma, ja que l'acaba de veure tornar a casa. Finalment s'adona que la seva filla no és normal: es queda immòbil davant la pantalla de l'ordinador i expulsa de la seva boca una substància negra maligna.
Un cop a l'hospital, se sotmet a una sèrie d'exploracions que revelen la presència d'un organisme patògen al seu cervell i que seria de la mateixa naturalesa que la substància negra que va vomitar. Paral·lelament, altres atacs idèntics van tenir lloc a la ciutat, causant noves víctimes. Molt ràpidament, les autoritats impotents entren en pànic i anomenen aquest nou bogeyman: el Brainbreaker, un botxí comandat per forces fosques que sembla decidit a propagar la malaltia i la mort amb precisió quirúrgica.
Morten Ravn lidera la seva pròpia investigació i descobreix, horroritzat, que haurà d'evitar que les ànimes negres es multipliquin i que la foscor s'escampi per la Terra...

## Repartiment
- Morten Rudå: Morten Ravn
- Johanna Gustavsson: Johanna Ravn
- Kyrre Haugen Sydney: Richard Askestad
- Ida Elise Broch: Maria
- Jan Hårstad: Dr. Hansen
- Karl Sundby: Submarinista offshore
- Henrik Scheele: cap de policia
- Marianne Rødje: Wendy
- Gustav-Adolf Hegh: Ancià
- Kristian Holter: perforador

## Mitjans domèstics
La pel·lícula es va estrenar en DVD als Estats Units per Eagle One Media el 17 de juny de 2014.

## Recepció
Inger Merete Hobbelstad de Dagbladet va declarar que la pel·lícula va tenir un inici prometedor, però va afirmar que la pel·lícula es va arruïnar per una execució desigual que van qualificar de "gairebé ridículament amateur" i una trama il·lògica. Per Ivar Henriksbø de Gudbrandsdølen Dagningen va donar a la pel·lícula una crítica negativa, escriure, "Dark Souls malauradament es basa en el fet que la gent actua irracionalment i actua en conseqüència. Per tant, es torna més molest que emocionant."

## Premis i nominacions
Mørke sjeler es va mostrar en diversos festivals internacionals de gènere, i va estar entre els nominats a la categoria "Millor pel·lícula" al Festival Internacional de Cinema Fantàstic de Brussel·les el 2011 i al XLIV Festival Internacional de Cinema Fantàstic de Catalunya. La pel·lícula també va rebre diversos premis, entre d'altres, el premi del públic al Festival de Cinema de Manhattan de Nova York, "Millor pel·lícula" al Festival Internacional de Cinema de Rhode Island, "Millor actor" al Festival Internacional de Cinema de Melbourne a Austràlia i millor director tant a SP Terror com a Cine Fantasia a São Paulo, Brasil.